# Gréez-sur-Roc
Gréez-sur-Roc is een gemeente in het Franse departement Sarthe (regio Pays de la Loire) en telt 421 inwoners (2004). De plaats maakt deel uit van het arrondissement Mamers.

## Geografie
De oppervlakte van Gréez-sur-Roc bedraagt 25,6 km², de bevolkingsdichtheid is 16,4 inwoners per km².
De onderstaande kaart toont de ligging van Gréez-sur-Roc met de belangrijkste infrastructuur en aangrenzende gemeenten.

## Demografie
Onderstaande figuur toont het verloop van het inwonertal (bron: INSEE-tellingen).